# Ober Kostenz
Ober Kostenz ist eine Ortsgemeinde im Rhein-Hunsrück-Kreis in Rheinland-Pfalz. Sie gehört der Verbandsgemeinde Kirchberg (Hunsrück) an.

## Geographie
Die ländliche Wohngemeinde liegt im Kyrbachtal zentral im Hunsrück. Die Gemarkung hat eine Fläche von 5,84 km², davon 2,06 km² Wald.

## Geschichte
Wie in Nieder Kostenz gab es wohl auch in Ober Kostenz eine frühe römische Besiedlung. Ein Gräberfeld aus dem 1. Jahrhundert wurde 1939 und 1949 an der jetzigen Kreisstraße 10 zur Hunsrückhöhenstraße freigelegt. Die erste urkundliche Erwähnung findet sich 1220 in einem Güterverzeichnis der Abtei St. Maximin. 1286 bis 1333 ist ein Ortsadelsgeschlecht in Ober Kostenz belegt, die ein sponheimisches Lehen innehatte. Der Ort gehörte zur vorderen Grafschaft Sponheim. Um das Jahr 1310, nach neueren Erkenntnissen des Landeshauptarchiv Koblenz wohl 1330–1335, wird der Ort unter dem Namen Superiori Costere im Sponheimischen Gefälleregister der Grafschaft Sponheim erwähnt. Nach dem Aussterben der Grafen von Sponheim ging der Ort als Kondominat an die Pfalzgrafen und die Markgrafen von Baden über.
1708 teilten die Mitbesitzer den Besitz und Oberkostenz gelangte ganz an Baden. Mit der Besetzung des linken Rheinufers 1794 durch französische Revolutionstruppen wurde der Ort französisch, 1815 wurde er auf dem Wiener Kongress dem Königreich Preußen zugeordnet. Nach dem Ersten Weltkrieg war Ober Kostenz zeitweise wieder französisch besetzt.
Seit 1946 ist der Ort Teil des Landes Rheinland-Pfalz.

## Politik

### Bürgermeister
Ortsbürgermeister von Ober Kostenz ist Gerd Schreiner.

### Wappen
| Wappen von Ober Kostenz | Blasonierung: „Unter zweireihig von Blau und Gold geschachtem Schildhaupt in goldenem Feld ein roter Schrägrechtsbalken, begleitet oben von einem schwarzen gotischen C, unten von einem schwarzen Halsreif.“ |
| Wappen von Ober Kostenz | Wappenbegründung: Das Schildhaupt verweist auf die ehemalige Zugehörigkeit zur vorderen Grafschaft Sponheim, der rote Balken in Gold auf die spätere badische Herrschaft. Der Buchstabe C weist auf den Ortsnamen (frühere Schreibweise Costenz) und auf den 1310 genannten Ritter Conrad von Costenz hin. Der schwarze Halsreif (Wendelring) bezieht sich auf die in der Nähe des Eichelberg im Gräberfeld der Hunsrück-Eifel-Kultur gemachten zahlreichen Funde. |

## Wirtschaft und Infrastruktur
Ober Kostenz wird geprägt durch Landwirtschaft und Handwerk.
Auf einer Anhöhe östlich der Gemeinde liegt der Windpark Ober Kostenz mit aktuell sieben Windkraftanlagen der Hersteller Vestas und Enron. Die Inbetriebnahme der Enronräder erfolgte 2000, die Anlagen von Vestas wurden 2006 erstellt.
Der Windpark Metzenhausen wurde 2017 in Betrieb genommen, welcher drei Windkraftanlagen des Typs Vestas V163 umfasst. Eine der Anlagen steht auf Ober Kostenzer Gemarkung.
2012 wurde von den Ober Kostenzer Bürgern die „Energiegenossenschaft Ober Kostenz e.G.“ gegründet, deren Biomasseheizung und Wärmenetz seit 2014 über 75 % der örtlichen Gebäude mit Wärme versorgt.

## Kirche
Die Kirche am Ort war von 1689 bis 1896 ein Simultaneum. Die Evangelische Kirchengemeinde Ober Kostenz, zu der auch Schwarzen gehört, fusionierte 1978 mit der Kirchengemeinde Todenroth, womit zugleich Kludenbach und Metzenhausen zur Kirchengemeinde Ober Kostenz kam. Pfarramtlich war Ober Kostenz bis 2008 mit Würrich verbunden und seit November 2008 ist es mit der Kirchengemeinde Sohren verbunden.

## Kultur und Sehenswürdigkeiten
Ein Bauwerk aus dem Jahr 1794 ist die evangelische Kirche mit der Stumm-Orgel von 1891. Der Innenraum dieser Kirche wurde 2008 umfassend saniert.
Des Weiteren bildet die Gemeinde Ober Kostenz gemeinsam mit den Gemeinden Schwarzen, Nieder Kostenz, Todenroth und Kludenbach sowie mit der Kirchengemeinde Ober Kostenz die Bürgergemeinschaft Oberes Kyrbachtal.
Siehe auch: Liste der Kulturdenkmäler in Ober Kostenz

## Freizeit und Tourismus
Durch die Gemarkung der Gemeinde Ober Kostenz verläuft der Freiherr-von-Drais-Radweg sowie der Hunsrückhöhenweg. Im südwestlichen Bereich der Gemarkung verläuft der Mosel-Nahe-Wanderweg, der die Stadt Zell an der Mosel mit dem Ort Martinstein an der Nahe verbindet.

## Ehrungen und Auszeichnungen
Ober Kostenz wurde 1993 als „Schönste Gemeinde im Regierungsbezirk Koblenz“ geehrt und erreichte im Wettbewerb „Unser Dorf hat Zukunft“ in den Jahren 2009, 2011 und 2015 den ersten Platz auf Kreisebene und 2015 Platz 1 im Gebietsentscheid Koblenz sowie Gold auf Landesebene.

Ansichten von Ober Kostenz
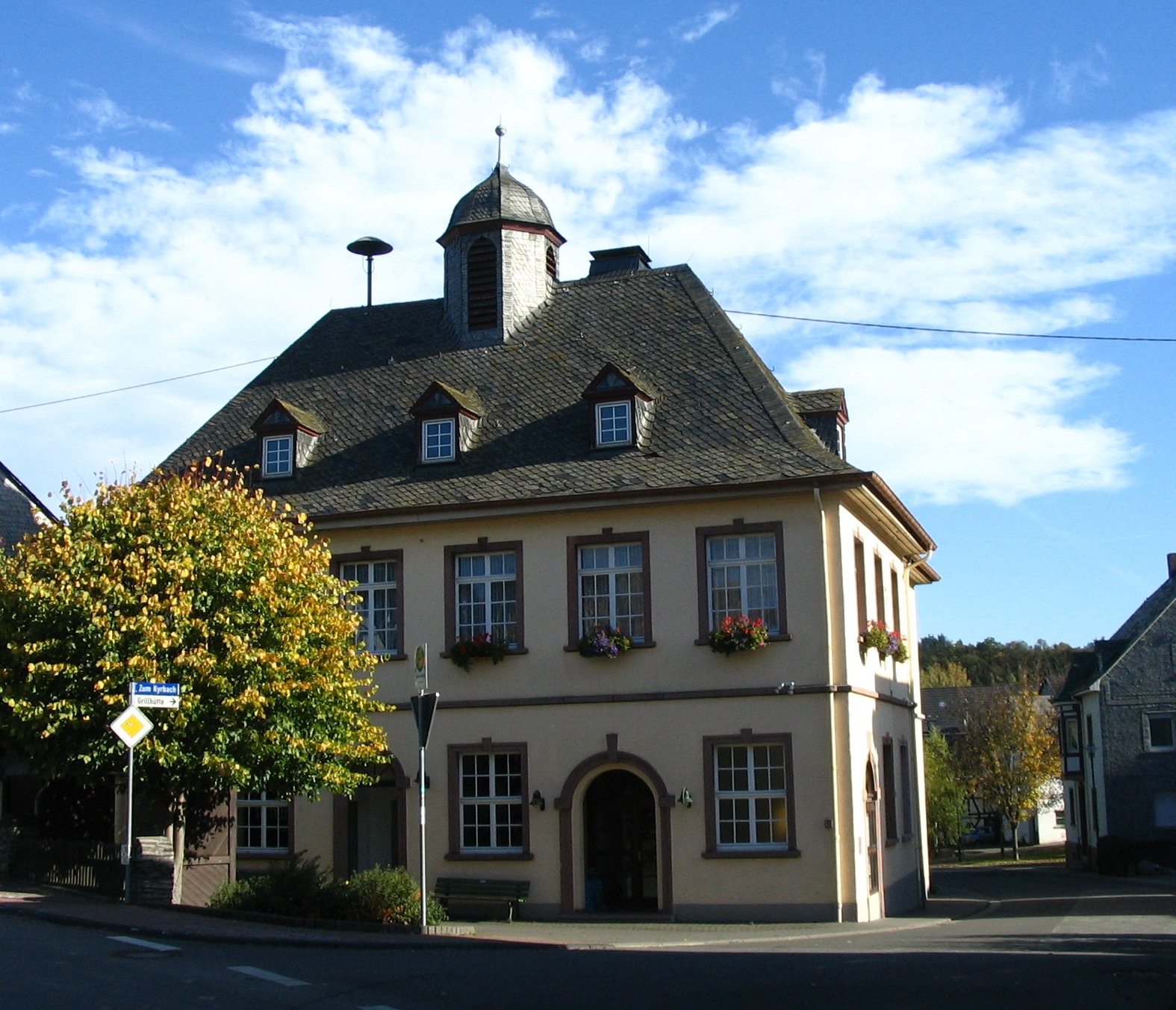
Gemeindehaus im Dorfzentrum
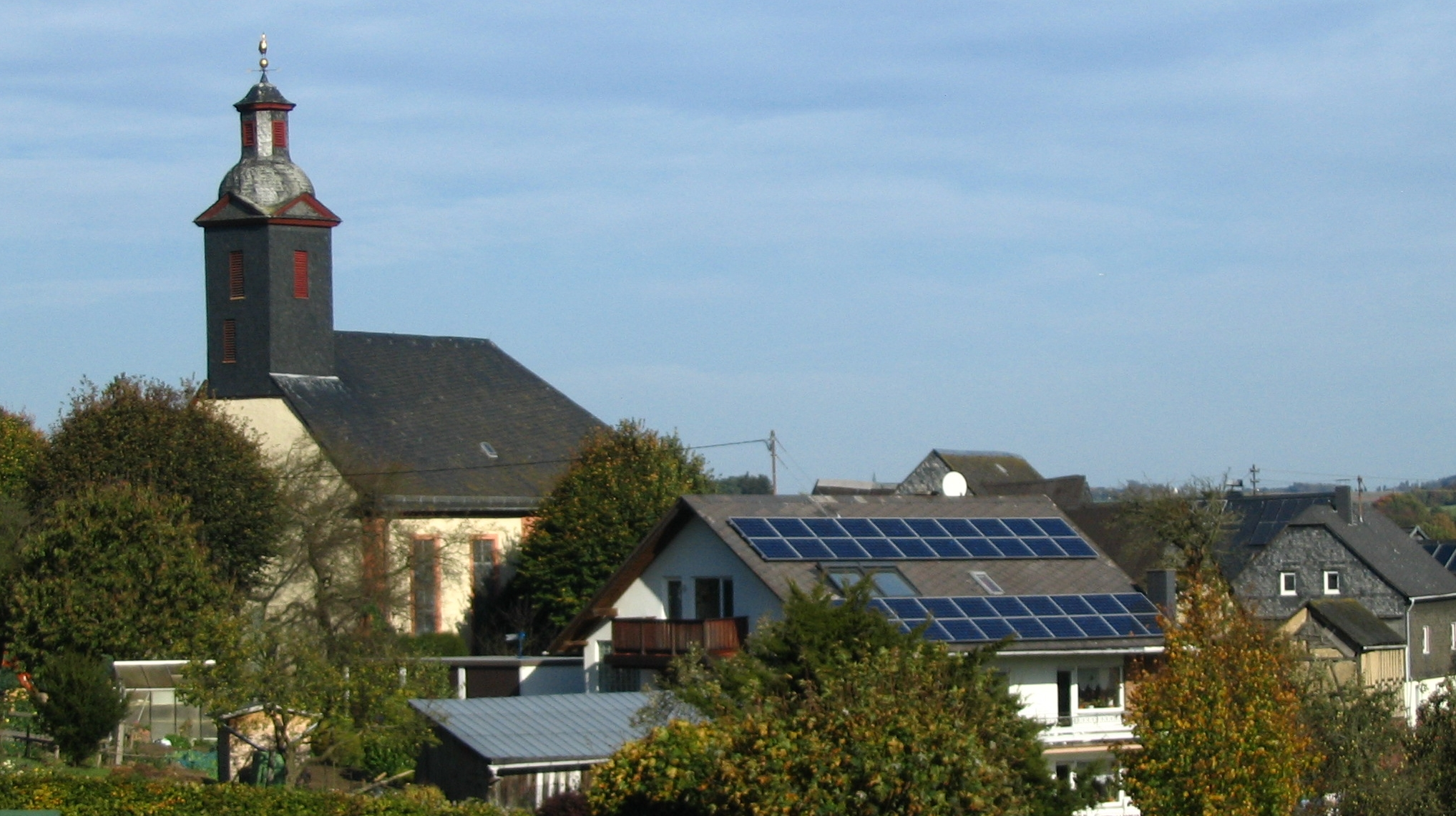
ev. Kirche
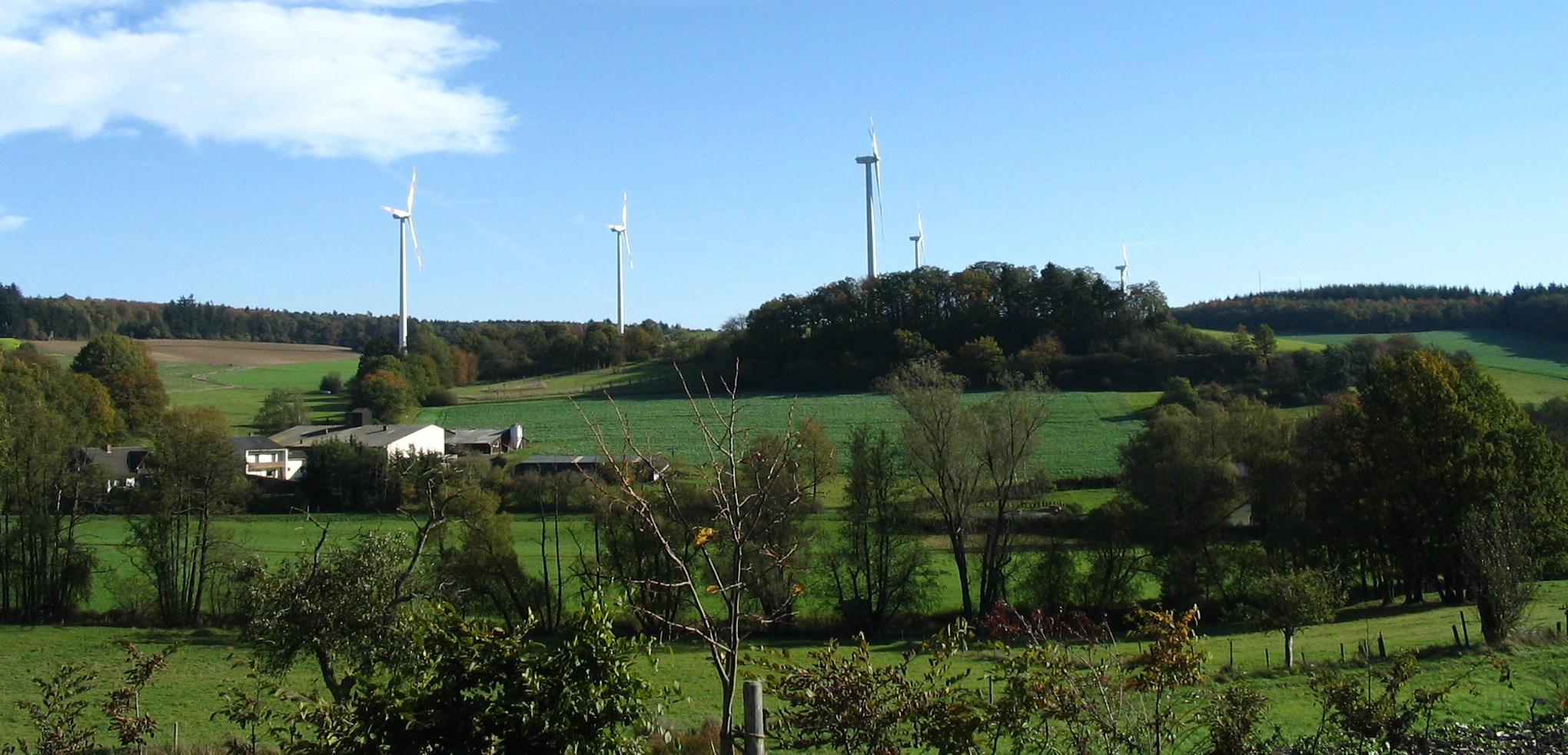
Windpark in Richtung Metzenhausen, Kirchberg
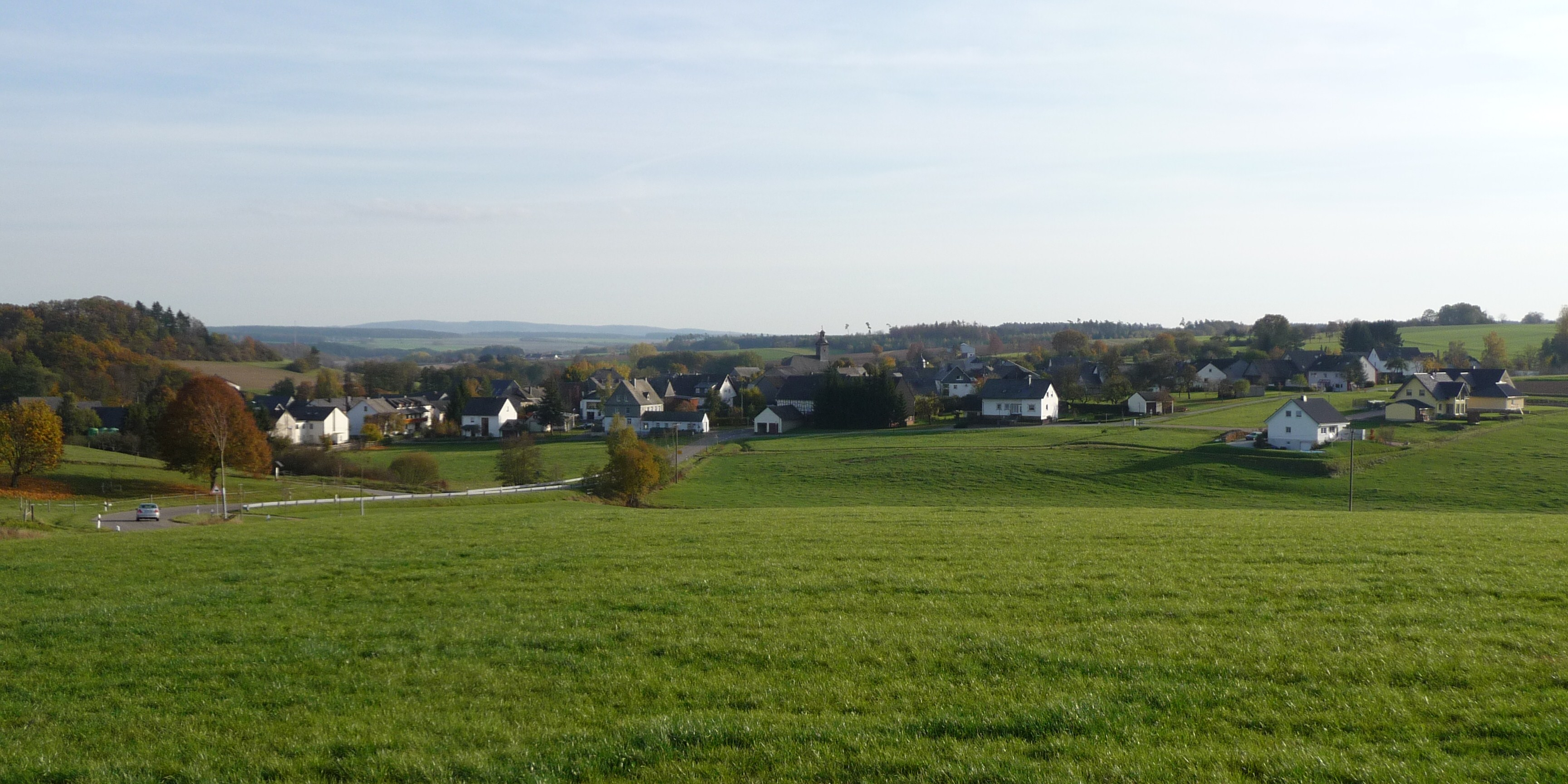
Aus nördlicher Richtung